# Grundtjärnen (Storsjö socken, Härjedalen)
Grundtjärnen är en sjö i Bergs kommun i Härjedalen och ingår i Ljungans huvudavrinningsområde. Sjön har en area på 0,165 kvadratkilometer och ligger 708,9 meter över havet.

## Delavrinningsområde
Grundtjärnen ingår i det delavrinningsområde (696969-134161) som SMHI kallar för Utloppet av Grundtjärnen. Medelhöjden är 827 meter över havet och ytan är 4,06 kvadratkilometer. Det finns inga avrinningsområden uppströms utan avrinningsområdet är högsta punkten. Vattendraget som avvattnar avrinningsområdet har biflödesordning 3, vilket innebär att vattnet flödar genom totalt 3 vattendrag innan det når havet efter 337 kilometer. Avrinningsområdet består mestadels av skog (43 procent), sankmarker (14 procent) och kalfjäll (39 procent). Avrinningsområdet har 0,16 kvadratkilometer vattenytor vilket ger det en sjöprocent på 4 procent.